# Ward LaFrance Truck Corporation

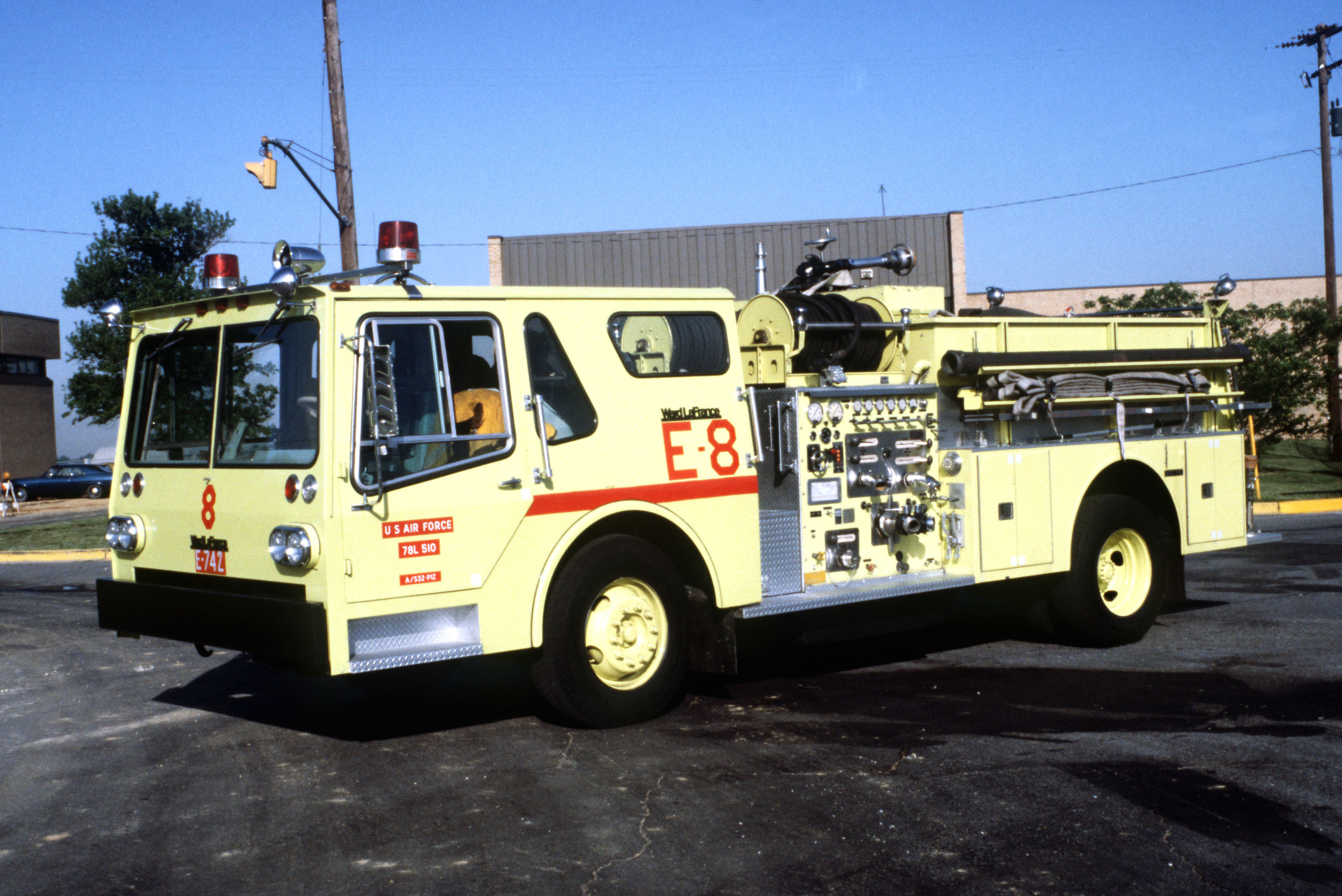
Een brandweerwagen van Ward LaFrance

De Ward LaFrance Truck Corporation is een voormalige Amerikaanse vrachtwagenfabrikant. Het bedrijf werd in 1916 opgericht door Addison Ward LaFrance en staakte zijn activiteiten in 1979.

## Geschiedenis
In zijn jonge jaren werkte Addison als ingenieur voor zijn vader en oom bij de LaFrance Fire Engine Co, een producent van brandweermateriaal. Hij was daar belast met een project en als stimulans om dit tot een succesvol einde te brengen beloofde zijn vader hem te financieren bij de aankoop van een dealerschap van vrachtauto's.
 Toen het project lukte werd Addison Ward LaFrance beloond met het beloofde dealerschap. Hij was hiermee zo succesvol dat dit binnen korte tijd uitgroeide tot fabricage van eigen ontworpen vrachtauto's onder de naam LaFrance Truck Manufacturing Company.
De gelijkenis met de naam LaFrance Fire Engine Co veroorzaakte toentertijd nogal wat verwarring en na een vergadering met de leiding van dit bedrijf werd besloten dat Addison zijn bedrijf zou voort zetten onder de naam Ward LaFrance Truck Corporation. Aldus geschiedde en de rest is geschiedenis.
De productiefaciliteiten waren, in eerste instantie gevestigd in zijn woonplaats Elmira Heights, New York en later in Paulsboro, New Jersey. De Ward LaFrance Truck Corporation verkreeg al snel een stevige reputatie op het gebied van innovatie en kwaliteit. Het onderscheidend logo was te vinden op een scala van uiteenlopende voertuigen, zoals Heavy Wreckers voor het Amerikaanse leger, bestelwagens voor de UPS, cementtrucks, kippers, chassis' voor bussen en zelfs twee pantserwagens. Kortom; wanneer het wielen had en een vrachtwagen was, dan was de kans groot dat het een Ward LaFrance product betrof.
Maar bovenal is het bedrijf bekend geworden met de bouw van brandweerauto's. Door het onderscheidend ontwerp en de kenmerkende vorm van de grille herkent een liefhebber een brandweerwagen van Ward LaFrance op grote afstand. Bij de oudere modellen wordt de verschijning gezien als een industrieel kunstwerk en hun prestaties zijn legendarisch. Klassieke modellen worden dan ook gekoesterd en er bestaan talloze clubs van eigenaren.

## Bron
- Vrij vertaald, aangevuld en bewerkt uit wardlafrance.com